# François Mourgues
Pour les articles homonymes, voir Mourgues.
François Mathieu Mourgues, né à Marseille (Bouches-du-Rhône) le 21 septembre 1884 et mort à Paris le 17 août 1954, est un sculpteur et médailleur français.

## Biographie
François Mourgues est l'élève de Jules Coutan. Il expose au Salon des artistes français, dont il est sociétaire, dès 1913. Il y obtient une médaille en 1920, puis en 1926. Il expose également au Salon d'hiver en 1943.

## Œuvres

### Monuments
- Monument aux morts de Crouy-sur-Ourcq, 1922[2].
- Monument aux morts de Fismes, 1920[3].
- Monument aux morts de Lourdes.
- Monument aux morts de Verdun.
- Monument aux morts de Vertus, 1923[4].
- Monument aux morts de l'industrie chevaline, 1930, rue Brancion, 15e arrondissement de Paris[5],[6]